# Mamborê
Mamborê ist ein brasilianisches Munizip in der Mitte des Bundesstaats Paraná. Es hat 13.452 Einwohner (2022), die sich Mamborenser nennen. Seine Fläche beträgt 788 km². Es liegt 721 Meter über dem Meeresspiegel.

## Etymologie
Der Name kommt von dem Tupi-Guarani-Begriff anñaamborê. Er bedeutet weit entfernt. Die ersten Siedler nannten den Ort so, weil er fernab jeder Zivilisation lag.

## Geschichte

### Besiedlung
Die Kolonisierung von Mamboré begann 1940, als sich die Familie Firmino Nogueira in der Region niederließ. Bald kamen weitere Familien aus São Paulo, Minas Gerais, Santa Catarina und Rio Grande do Sul hinzu. Die Landwirtschaft brachte der Stadt großen Wohlstand, wobei die Herva Mate den größten natürlichen Reichtum darstellte.
Aufgrund der Entfernung zu den bestehenden Zentren und des Mangels an Straßen und Transportmitteln gab es viele Schwierigkeiten. Die ersten Händler mussten ihre Einkäufe in der Stadt Pitanga erledigen, die über 90 km Luftlinie entfernt liegt. Eine Einkaufsreise konnte bis zu einem Monat dauern.

### Erhebung zum Munizip
Mamborê wurde durch das Staatsgesetz Nr. 4245 vom 25. Juli 1960 aus Campo Mourão ausgegliedert und in den Rang eines Munizips erhoben. Es wurde am 3. Dezember 1961 als Munizip installiert.

## Geografie

### Fläche und Lage
Mamborê liegt auf dem Terceiro Planalto Paranaense (der Dritten oder Guarapuava-Hochebene von Paraná). Seine Fläche beträgt 788 km². Es liegt auf einer Höhe von 721 Metern.

### Vegetation
Das Biom von Mamborê ist Mata Atlântica.

### Klima
Das Klima ist gemäßigt warm. Es werden hohe Niederschlagsmengen verzeichnet (2042 mm pro Jahr). Im Jahresdurchschnitt liegt die Temperatur bei 19,9 °C. Die Klimaklassifikation nach Köppen und Geiger lautet Cfa.

### Gewässer
Mamborê liegt zu 89 % im Einzugsgebiet des Piquiri und zu 11 % in dem des Ivaí. 
Der rechte Piquiri-Nebenfluss Rio Tricolor bildet die südliche Grenze des Munizips. 
Im Norden reicht das Munizip bis zum Rio Riozinho, einem linken Nebgenfluss des Rio Goioerê, der ebenfalls zum Piquiri fließt. 
In der Mitte des Munizips hat der Rio Mourão seinen Ursprung, der dem Ivaí von links zufließt. 

### Straßen
Mamborê liegt an der BR-369 zwischen Cascavel und Campo Mourão.

### Nachbarmunizipien
|                              | Campo Mourão und Farol                      |          |
| Boa Esperança                | Kompassrose, die auf Nachbargemeinden zeigt | Luiziana |
| Juranda und Campina da Lagoa | Nova Cantu                                  |          |

## Stadtverwaltung
Bürgermeister: Ricardo Radomski, PSD (2021–2024)
Vizebürgermeister: Sebastião Antonio Martinez, DEM (2021–2024)

## Demografie

### Bevölkerungsentwicklung
| Jahr | Einwohner | Stadt | Land |
| ---- | --------- | ----- | ---- |
| 1970 | 34.277    | 14 %  | 86 % |
| 1980 | 24.646    | 34 %  | 66 % |
| 1991 | 16.032    | 52 %  | 48 % |
| 2000 | 15.156    | 59 %  | 41 % |
| 2010 | 13.961    | 64 %  | 36 % |
| 2022 | 13.452    |       |      |

Quelle: IBGE (2011) und Volkszählung 2022

### Ethnische Zusammensetzung
| Gruppe * | 1991    | 2000    | 2010    | wer sich als …                                                                   |
| --- | ------- | ------- | ------- | -------------------------------------------------------------------------------- |
| Weiße | 66,7 %  | 79,5 %  | 60,8 %  | weiß bezeichnet                                                                  |
| Schwarze | 1,0 %   | 2,5 %   | 2,0 %   | schwarz bezeichnet                                                               |
| Gelbe | 0,0 %   | 0,1 %   | 0,5 %   | von fernöstlicher Herkunft wie japanisch, chinesisch, koreanisch etc. bezeichnet |
| Braune | 32,2 %  | 17,4 %  | 36,6 %  | braun oder als Mischung aus mehreren Gruppen bezeichnet                          |
| Indigene | 0,0 %   | 0,2 %   | 0,1 %   | Ureinwohner oder Indio bezeichnet                                                |
| ohne Angabe | 0,0 %   | 0,4 %   | 0,0 %   |                                                                                  |
| Gesamt | 100,0 % | 100,0 % | 100,0 % |                                                                                  |
| *) Das IBGE verwendet für Volkszählungen ausschließlich diese fünf Gruppen. Es verzichtet bewusst auf Erläuterungen. Die Zugehörigkeit wird vom Einwohner selbst festgelegt. |         |         |         |                                                                                  |

Quelle: IBGE (Stand: 1991, 2000 und 2010)